# Jan Doat
Pour les articles homonymes, voir Doat.
Jan Doat ou Jean Doat, né le 17 décembre 1909 et mort le 4 février 1988, est un metteur en scène de théâtre français, également acteur, réalisateur de télévision, écrivain (une quinzaine de livres) et conférencier.

## Biographie
En 1954, à la demande du premier ministre Maurice Duplessis, sur proposition du directeur du Conservatoire de musique, Wilfrid Pelletier, Jan Doat crée le Conservatoire d'art dramatique de Montréal qu'il dirige jusqu'en 1957.
Il participe à la naissance de la télévision à Radio-Canada. À l'Exposition universelle de 1967, il dirige la section artistique du pavillon de France et enseigne, par la suite, 10 ans à l'Université Laval à Québec. Il est membre de la Société royale du Canada, commandeur des Arts et lettres et officier de la Légion d'honneur. Il meurt en 1988 à l'âge de 78 ans.
Jan Doat est le père de la comédienne Anne Doat, épouse du romancier Jean Vautrin. Il est aussi le père de Philippe Doat (1960- , connu sous le nom de Philippe O'Connor), à la suite d'une liaison avec Claire Noël, à Montréal.

## Théâtre

### Metteur en scène
- 1943 : Pierrette ou Le Bouquet blanc de Georges Manoir, Théâtre de l'Avenue.
- 1946 : La Fuite de Tristan Tzara, Théâtre du Vieux-Colombier
- 1948 : Le Cirque aux illusions de René Aubert, Théâtre Mouffetard

## Filmographie
- 1945 : L'Ennemi secret (court métrage)
- 1946 : Vive la liberté de Jeff Musso
- 1947 :  La Télévision, œil de demain de J.K Raymond-Millet - court métrage -

## Publications
(liste non exhaustive)
- Architectures et décors de théâtre (avec Raymond Cogniat), Marche
- Feux de camp, Ed. "éducation intégrale, 1939
- L’Expression corporelle du comédien, Librairie théâtrale, 1944
- Magazine du théâtre (Interview imaginaire de Jean Giraudoux), 1944
- Entrée du public : La psychologie collective et le théâtre, éditions de Flore, 1947
- Chant des îles, 1965
- Théâtre portes ouvertes, Le Cercle du livre de France, 1970
- Anthologie du théâtre québécois : 1606-1970, Ed. La Liberté, 1973
- Dire: parler, lire, jouer, Cercle du livre de France, 1975